# 1856 în literatură
Anul 1856 în literatură a implicat o serie de evenimente și cărți noi semnificative.  

## Cărți noi
- Anonymous - Tit for Tat
- José de Alencar - Cinco minutos
- R. M. Ballantyne -The Young Fur-Traders
- Fredrika Bremer - Hertha
- William M. Burwell - White Acre vs. Black Acre
- Wilkie Collins - The Dead Secret
- Mrs. Craik - John Halifax, Gentleman
- Caroline Lee Hentz - Ernest Linwood
- Geraldine Jewsbury - The Sorrows of Gentility
- Gottfried Keller - Die Leute von Seldwyla
- Herman Melville
  - The Piazza Tales
  - I and My Chimney
- Eduard Mörike - Mozart auf der Reise nach Prag
- Charles Reade - It Is Never Too Late to Mend
- Harriet Beecher Stowe - Dred: A Tale of the Great Dismal Swamp
- Lev Tolstoi - Tinerețea
- Ivan Turgenev - Rudin
- Charlotte Mary Yonge - The Daisy Chain